# Глаголев, Николай Николаевич
Николай Николаевич Глаголев (19 декабря; 1887, Российская империя, Красное, Тульская губерния — 20 февраля 1976; Иркутск, РСФСР, СССР) — советский хормейстер. Заслуженный работник культуры РСФСР (1972)

## Биография
Николай родился 19 декабря 1887 в Российской империи села Красное, Тульской области в семье священника.
В возрасте 8-и лет был принят в Московское синодальное дирижёрско-хоровое училище. В связи со служебными назначениями своего отца, Николай продолжал учёбу в Каменец-Подольском с 1898 по 1903 годы, а в Иркутском с 1903 по 1904 года в духовных училищах.
В 1905 году вернулся в Москву и завершил курс Синодального училища. С конца 1905 навсегда связал свою судьбу с Иркутском, где окончил педагогическое отделение Духовной семинарии, одновременно занимаясь в музыкальных классах Иркутского отделения ИРМО.
Начиная с 1906 — на хормейстерской, а с 1910 — на педагогической работе.
Николай работал во многих учебных заведениях своего родного города: ремесленное училище им. Трапезникова, частная музыкальная школа, в первом реальном училище, музыкальном университете, музыкальном техникуме, где в 1925—1927 годы заведовал инструкторско-педагогическом отделением), педагогическом техникуме и особенно долго — с 1936 по 1968 — в музыкальном училище. Преподавал все дирижёрско-хоровые дисциплины, музграмоту, теорию музыки, сольфеджио, руководил учебными хорами. Под его руководством 200 человек получили квалификацию дирижёра хора.
Николай начиная с 1931 по 1940 годы входил с состав музыкальной редакции радиокомитета (с июня 1938 был старшим музыкальным редактором и начальником музыкального сектора). В то время, он был значимым хормейстером у народа. Неизменный председатель и член жюри городского и областного смотров художественной самодеятельности.
В 1968—1973 был преподавателем кафедры педагогики и методики начального образования ИГПИ.
Ушёл из жизни 20 февраля 1976 года в советское время города Иркутска, в возрасте 88 лет.